# Walther Müller
Walther Müller (6. září 1905 – 4. prosince 1979), byl německý fyzik, známý díky vylepšení Geigerova čítače ionizujícího záření, nyní známého jako Geigerův–Müllerův čítač.
Walther Müller vystudoval fyziku, chemii a filozofii na univerzitě v Kielu. V roce 1925 se stal prvním doktorským studentem Hanse Geigera, který krátce předtím získal profesuru v Kielu. Jejich práce na ionizaci plynů vedla k vynálezu Geigerova–Müllerova čítače, později důležitého nástroje pro měření radioaktivního záření.
Po nějaké době získal profesoru na univerzitě v Tübingenu a po odchodu z univerzity pracoval velkou část svého profesního života jako průmyslový fyzik v Německu, poté jako poradce pro výzkumné laboratoře Australského poštovního oddělení v Melbourne, a nakonec jako průmyslový fyzik ve Spojených státech, kde založil společnost na výrobu Geigerových–Müllerových trubic.